# Breznička (Banská Bystrica)
Breznička (in ungherese Ipolyberzence) è un comune della Slovacchia facente parte del distretto di Poltár, nella regione di Banská Bystrica.